# Barningham (Suffolk)
Barningham est un village et une paroisse civile du Suffolk, en Angleterre.